# Аткинсон, Гарри
Генри Альберт «Гарри» Аткинсон (англ. Henry Albert «Harry» Atkinson; 1 ноября 1831 — 28 июня 1892) — 10-й премьер-министр Новой Зеландии (1876-77; 1883-84; 1884 и 1887-91). Также в течение 10 лет занимал пост казначея колонии. Управлял страной в период экономической депрессии и стал известен своим осторожным и расчётливым управлением государственными средствами, но также и некоторыми радикальными мерами, такими как своими проектами государственного страхования (пособий) 1882 года и программой аренды земли. Он также участвовал в создании добровольных вооружённых формирований во время земельных войн в Новой Зеландии и стал известен как твёрдый сторонник захвата земель маори.

## Ранние годы
Аткинсон родился в 1831 году в английском селе Брокстон в графстве Чешир. Вырос в Англии, но в 22 года решил последовать за своим старшим братом Уильямом в Новую Зеландию. Его сопровождал брат Артур и члены семьи Ричмонд. После прибытия в Новую Зеландию Гарри и Артур купили участок для фермы в Таранаки, также как и Ричмонды. Джеймс и Уильям Ричмонд также позже занялись политикой. Из переписки Аткинсона следует, что он был очень рад своему решению переехать в Новую Зеландию как возможности для процветания. Он назвал свою маленькую ферму Харворт в честь деревни в Англии, в которой он жил в детстве, хотя его отец был странствующим строителем и архитектором и его семья нигде не жила подолгу.

## Провинциальный политик
Политическая карьера Аткинсона началась с участия в совете провинции Таранаки. Особый интерес он проявлял к политике, касавшейся земель маори, которые он желал видеть в руках английский переселенцев. Он считал, что владение маори землями препятствует экономическому развитию колонии. Аткинсон и его родственники Ричмонды считали маори «дикарями» и полагали, что война будет подходящей мерой, чтобы заставить маори сотрудничать с британскими землевладельцами.
Когда в Таранаки разгорелась война между маори и поселенцами, Аткинсон помог создать несколько добровольческих формирований для борьбы с маори и сам участвовал в нескольких сражениях. Степень участия Аткинсона остаётся под вопросом, но его начинания принесли ему уважение со стороны близких ему по духу политиков.

## Член парламента
В 1861 году он, не встречая сопротивления, был избран в парламент от округа Грей-энд-Белл. В 1864 году он стал министром обороны в правительстве Фредерика Уэлда. На этом посту Аткинсон проявил чрезвычайную активность, поддерживая политику опоры на собственные силы в случае военных действий. Однако в 1866 году он подал в отставку в связи со смертью своей жены Амалии (на которой он был женат с 1856 года). В следующем году он женился на своей двоюродной сестре Энни. В 1867-69 годах Аткинсон вновь был депутатом парламента от округа Нью-Плимут, но с 1869 года он сосредоточился на своей ферме.
В 1872 году Аткинсон вернулся в политику и выдвинул свою кандидатуру в округе Эгмонт. Ему противостоял сторонник Уильяма Фокса, видного защитника земельных прав маори. Аткинсон заявил, что он не должен «смотреть как пройдет сторонник Фокса», и с небольшим перевесом победил. В парламенте он вскоре занялся экономическими проблемами, выступая против политики Джулиуса Фогеля (который также был сторонником земельных прав маори). Аткинсон обвинил Фогеля, который выступал за крупные займы для проведения общественных работ, в безрассудстве. Фогель заявил в ответ, что Аткинсон чересчур осторожен и тормозит развитие экономики.
Тем не менее и Аткинсон, и Фогель считали, что выдача кредитов правительствам провинций (в отличие от центрального правительства) приведет к потере контроля. Оба государственных деятеля также считали, что провинциальные политики смотрят слишком узко защищают собственные интересы и необходимо развивать взаимодействие между провинциями и центральными властями. Общие взгляды на местное самоуправление сделали возможным сотрудничество Аткинсона и Фогеля, хотя они так и не пришли к соглашению по вопросам о займах центрального правительства и сотрудничества с маори. В итоге Аткинсон вошёл в кабинет Фогеля, но не занимал постов, связанных с маори или финансами. Он продолжал высказываться по этим вопросам, но ему было всё сложнее убедить своих единомышленников.

## Премьер-министр

### Первый раз
В 1876 году Фогель ушёл в отставку и Аткинсон стал премьер-министром. Одним из его первых действий было упразднение провинций. Он также непосредственно занялся финансовой политикой и стал проводить менее агрессивную стратегию внешних займов. Он попытался реформировать систему, при которой ответственность за полученные деньги полностью ложилась на центральное правительство, одновременно усилив контроль за расходованием средств на районном и муниципальном уровнях. Однако из-за кризиса экономики его план столкнулся с многочисленными сложностями. Из-за ухудшения состояния экономики Аткинсон растерял свою популярность.

### Второй и третий раз
Аткинсон сложил полномочия в 1877 году спустя чуть более года, после того как получил их. Он перешёл в оппозицию, продолжая выступать за осторожную финансовую политику. Он также выступал за ряд других мер, в том числе государственное страхование. В 1883 году Аткинсон вернулся к власти на 11 месяцев, перед тем как уступить свой пост Роберту Стауту. Между ними разгорелась длительная борьба за власть. Сильный контрудар позволил Аткинсону спустя всего 12 дней вернуть себе пост премьера. Но Стаут тоже не сдавался и спустя 7 дней опять возглавил правительство. В этот раз Стаут занимал свой пост три года, успешно отражая попытки Аткинсона сместить его.

### Четвёртый раз
В сентябре 1887 года в Веллингтоне разразился политический кризис, когда все претенденты на пост главы правительства Джон Брайс, Роберт Стаут и Уильям Роллстон проиграли выборы и лишились места в парламенте. Сэр Джон Холл заявил, что он слишком стар. Против политики сэра Джулиуса Фогеля проголосовали избиратели. Таким образом, не оставалось других кандидатов кроме Гарри Аткинсона, и после двухнедельных переговоров 11 октября он объявил о создании кабинета. В состав правительства вошли только двое из его бывших министров. Никто не рассчитывал, что эта странная коалиция протянет долго, но тем не менее это произошло. 1887 и 1888 годы были самыми тяжёлыми годами Длинной депрессии, а Аткинсон был вынужден сократить зарплаты, увеличить займы и таможенные сборы. Он не пользовался популярностью среди богатых, но ещё больше их страшили лидеры оппозиции Грей и Балланс. К 1890 году Аткинсон стал слишком болен, чтобы произносить речи в парламенте.

## Поражение
В 1891 году Аткинсон уступил свой пост Джону Баллансу, лидеру недавно созданной Либеральной партии. Аткинсон уступил просьбам своих друзей и 23 января 1891 года был назначен в законодательный совет вместе с шестью другими политиками, чтобы попытаться блокировать любые радикальные законопроекты Балланса. 24 января Балланс стал премьер-министром и назначил Аткинсона спикером законодательного совета.
Либералы, представлявшие идеи Уильяма Фокса, Джулиуса Фогеля и многих других противников Аткинсона, оставались у власти следующий 21 год, но он уже не застал этого. После проведения первого заседания верхней палаты сессии 28 июня 1892 года Аткинсон вернулся в кабинет спикера и там скончался.
Статуя в Титиранги воздвигнута в честь другого Генри Аткинсона (1838—1921), который был главным инженером газового управления Окленда и внёс большой вклад в развитие региона Титиранги.
- Sir Harry Atkinson by Judith Bassett (1975, Auckland/Oxford University Presses) ISBN 0196479347
- Sir Harry Atkinson by Judith Bassett (1969, AH & AW Reed, Wellington; New Zealand Profiles series of booklets)